# Gibbaeum schwantesii
Gibbaeum schwantesii är en isörtsväxtart som beskrevs av Tisch. Gibbaeum schwantesii ingår i släktet Gibbaeum och familjen isörtsväxter. Inga underarter finns listade i Catalogue of Life.